# ザメンホフ (小惑星)
ザメンホフ (1462 Zamenhof) は、小惑星帯に位置する小惑星。フィンランドの天文学者ユルィヨ・バイサラがトゥルクで発見した。
ユダヤ系ポーランド人の眼科医で、人工言語エスペラントの創案者、ルドヴィコ・ザメンホフから命名された。これは、発見者のバイサラ自身がエスペランティストだったためである。